# Mingshan, Ya'an
Mingshan är ett stadsdistrikt i Ya'an i Sichuan-provinsen i sydvästra Kina.